# Tenne

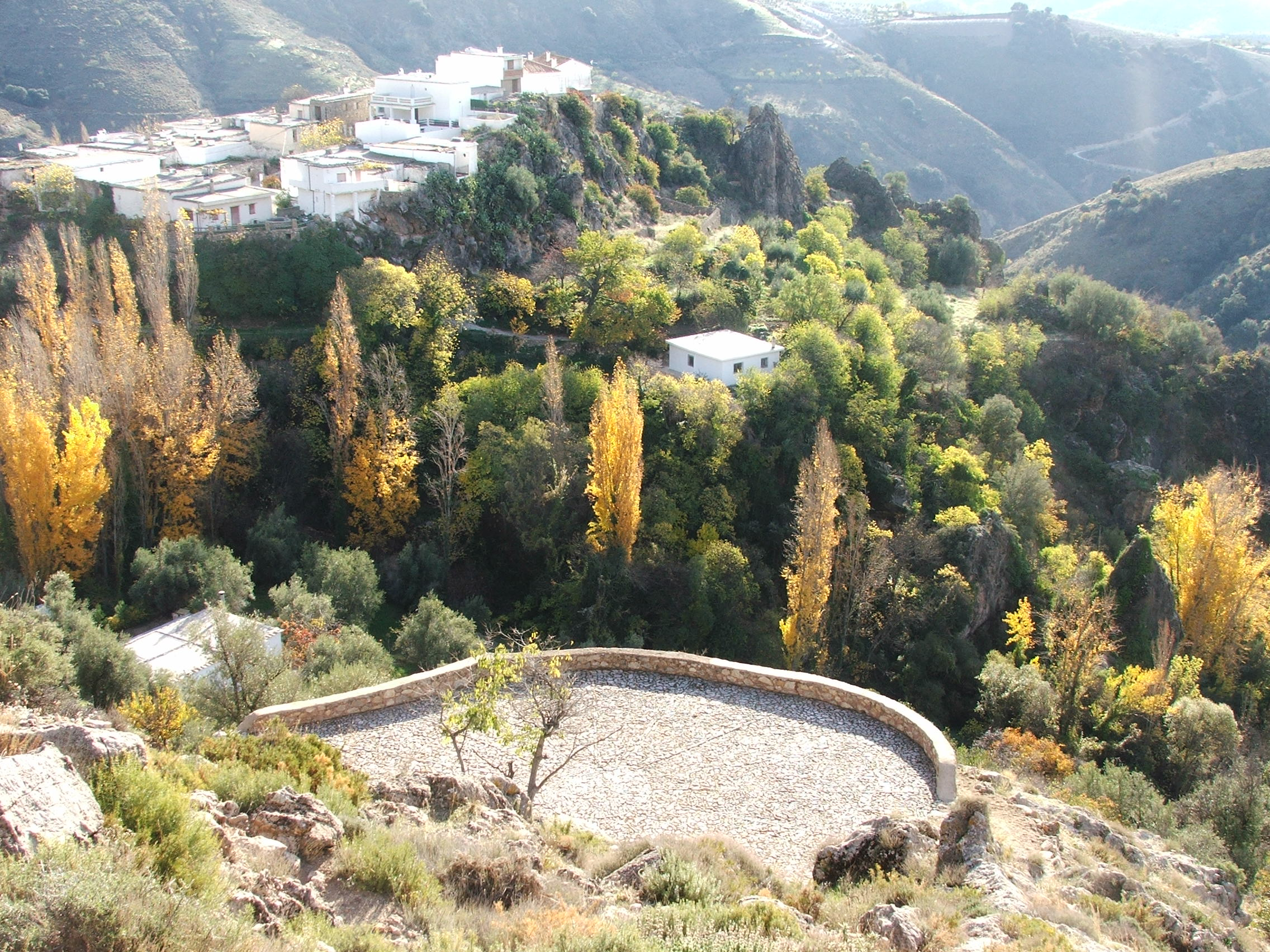
Dreschplatz beim Bergort Cástaras, Andalusien

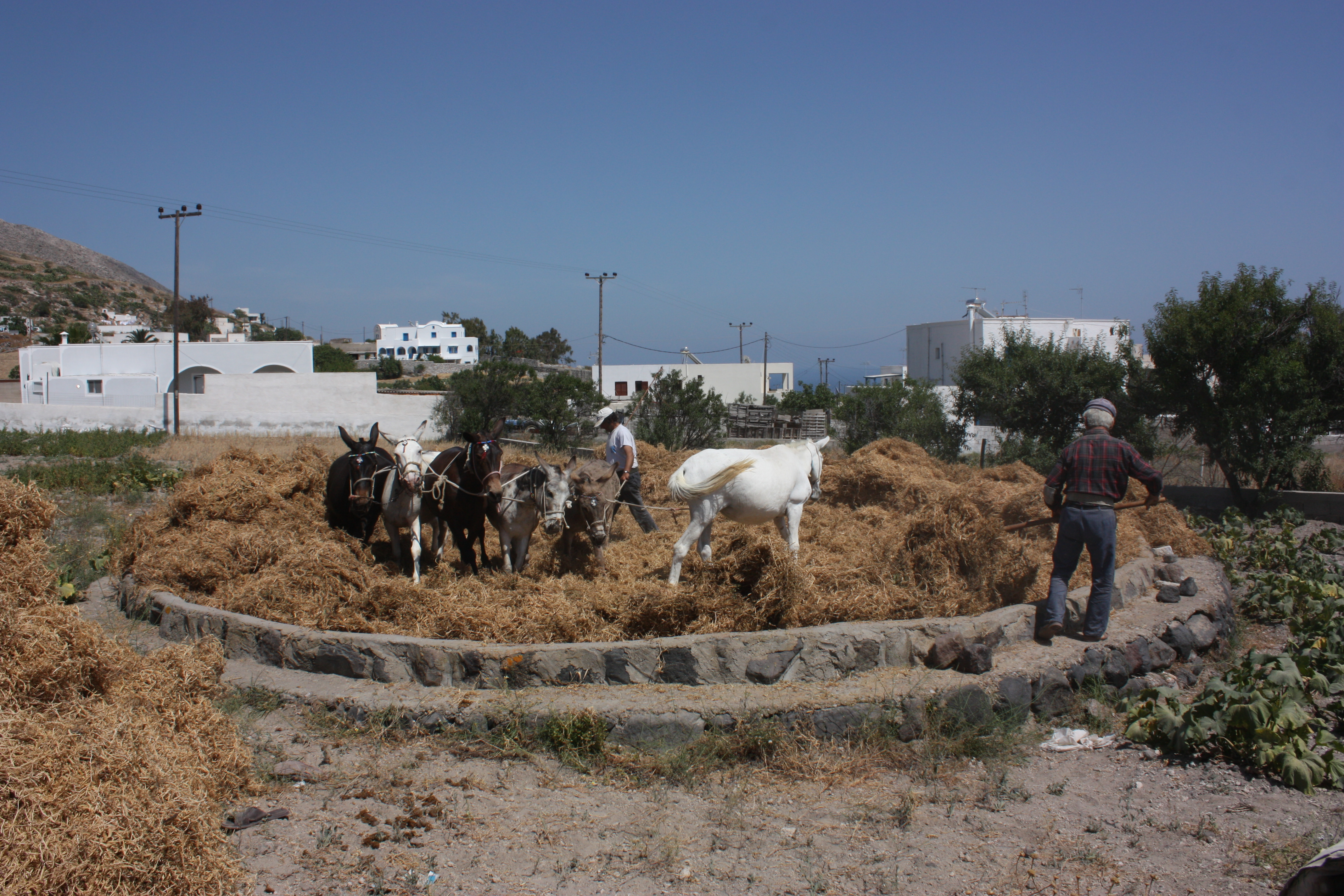
Runder Dreschplatz unter freiem Himmel auf Santorin

Historische Malztenne

Die Tenne ist eine Fläche, auf der das Getreide gedroschen wurde. Hier wurde auch durch Windsichten die Spreu vom Getreide getrennt. Die Tenne kann sich in einer Scheune oder im Freien befinden.
Die Tenne besteht häufig aus gestampftem Lehm, manchmal aber auch aus Beton oder Holz.

## Lokale Bezeichnungen
In Südschleswig (auf Schleswiger Platt) wird die Tenne Lohdeel, Lohdiele oder Loodiele (nach T. Storm) benannt, auf Nordfriesisch lu, was vom dänischen lo nach dem Sprachwechsel weitergeführt bzw. entlehnt wurde. Das dänische Wort entstammt dem altnordischen lófi oder láfi, davon auch norwegisch låve (Scheune), was möglicherweise mit altgriechisch ἀλωή, alōḗ (Dreschplatz, Weingarten) verwandt ist.
In der Schweiz hieß es das Tenn.

## Ausprägungen
In der Mälzerei bezeichnete man früher den flachen Boden, auf dem das Grünmalz in sogenannten Haufen ausgebreitet wurde, als Tenne. Auf der Tenne musste das Grünmalz täglich mit Malzschaufeln und Harken gewendet werden. Diese personalintensive Arbeitsweise wird heute meist vollautomatisch im Keimkasten erledigt.
Auf Bauernhöfen ist die Tenne häufig der den Wirtschafts- und Wohnbereich des Hofes verbindende Gebäudeteil, in dem im Winter das Korn gedroschen wurde.

## Geschichte
Die ersten Dreschtennen befanden sich unter freiem Himmel. Sie bestanden meist aus gestampftem Lehm oder waren mit Steinen gepflastert. Oftmals wurden sie mit Tüchern ausgelegt, um die Körner aufzufangen. Sie konnten rund oder rechteckig sein. Es wurde mit Dreschflegeln oder auch mit von Rindern (oder anderem Vieh) gezogenen Dreschschlitten gedroschen. Man nutzte den Wind, um die Spreu vom Getreide zu trennen, dazu wurden Worfeln oder Siebe verwendet. Im alten Ägypten setzte man auch Wedel ein. Offene Dreschtennen gab es in Südeuropa bis ins 20. Jahrhundert. In Nord- und Mitteleuropa verlegte man wegen des unbeständigen Wetters die Tennen zumeist in die Scheune.